# Rajd Argentyny 1987

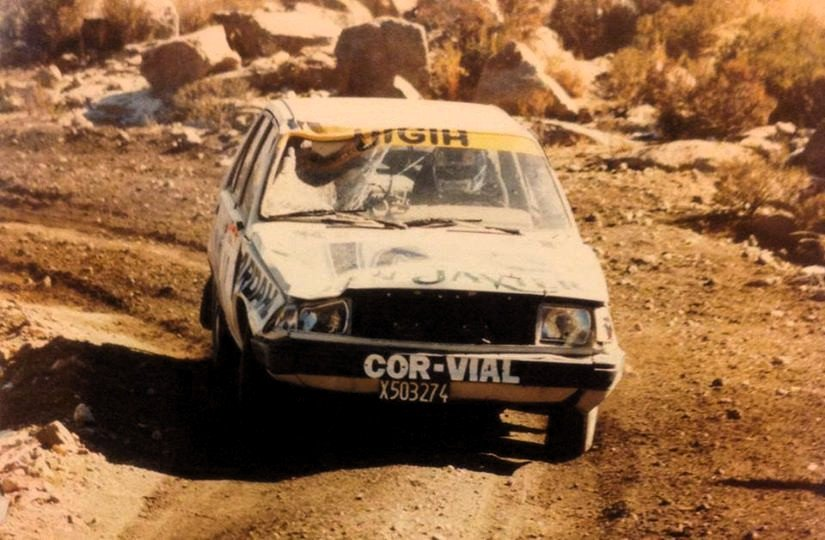
Juan Maria Traverso podczas rajdu

Rajd Argentyny 1987 (7. Marlboro Rally Argentina) – 7 Rajd Argentyny, rozgrywany w Argentynie w dniach 4-8 sierpnia. Była to dziewiąta runda Rajdowych Mistrzostw Świata w roku 1987. Rajd został rozegrany na szutrze.

## Zwycięzcy odcinków specjalnych[1]
| Etap | Data       | OS | Godzina | Nazwa                                         | Długość  | Zwycięzca        | Czas             | Śred. pręd       | Lider rajdu   |
| ---- | ---------- | -- | ------- | --------------------------------------------- | -------- | ---------------- | ---------------- | ---------------- | ------------- |
| 1    | 5 sierpnia | 1  | b.d.    | Villa Icho Cruz – Cavalango                   | 14,83 km | Jorge Recalde    | 12:56            | 68,80 km/h       | Jorge Recalde |
| 1    | 5 sierpnia | 2  | b.d.    | Tanti – Cosquin                               | 21,02 km | Jorge Recalde    | 11:35            | 108,88 km/h      | Jorge Recalde |
| 1    | 5 sierpnia | 3  | b.d.    | Pan de Azucar – Unquillo                      | 18,14 km | Miki Biasion     | 13:57            | 78,02 km/h       | Jorge Recalde |
| 1    | 5 sierpnia | 4  | b.d.    | Salsipeudes – La Falda                        | 28,09 km | Miki Biasion     | 22:26            | 75,13 km/h       | Miki Biasion  |
|      |            |    |         |                                               |          |                  |                  |                  | Miki Biasion  |
| 2    | 6 sierpnia | 5  | b.d.    | Cuchilla Nevada                               | 21,37 km | Miki Biasion     | 12:52            | 99,65 km/h       | Miki Biasion  |
| 2    | 6 sierpnia | 6  | b.d.    | Rio Guasta – Taninga                          | 31,09 km | Miki Biasion     | 20:20            | 91,74 km/h       | Miki Biasion  |
| 2    | 6 sierpnia | 7  | b.d.    | Chamico – Ambul                               | 23,73 km | Jorge Recalde    | 19:49            | 71,85 km/h       | Miki Biasion  |
| 2    | 6 sierpnia | 8  | b.d.    | Ambul – Las Maravillas                        | 25,46 km | Miki Biasion     | 14:11            | 107,70 km/h      | Miki Biasion  |
| 2    | 6 sierpnia | 9  | b.d.    | Villa las Rosas – El Pueblito                 | 13,32 km | Jorge Recalde    | 9:31             | 83,98 km/h       | Miki Biasion  |
| 2    | 6 sierpnia | 10 | b.d.    | Cuesta de la Gruta – Cienaga de Allende       | 23,77 km | Miki Biasion     | 13:08            | 108,59 km/h      | Miki Biasion  |
| 2    | 6 sierpnia | 11 | b.d.    | Clavero – Giulio Cesare                       | 22,26 km | Miki Biasion     | 19:27            | 68,67 km/h       | Miki Biasion  |
| 2    | 6 sierpnia | 12 | b.d.    | El Condor – Bifurcacion Ruta                  | 29,57 km | Kenneth Eriksson | 22:17            | 79,62 km/h       | Miki Biasion  |
|      |            |    |         |                                               |          |                  |                  |                  | Miki Biasion  |
| 3    | 7 sierpnia | 13 | b.d.    | El Manzano – Bifurcacion a la Cumbre          | 30,11 km | Jorge Recalde    | 30:56            | 58,40 km/h       | Miki Biasion  |
| 3    | 7 sierpnia | 14 | b.d.    | La Cumbre – Cuchi Corr – San Marcos Sierra    | 28,94 km | Miki Biasion     | 21:05            | 82,36 km/h       | Miki Biasion  |
| 3    | 7 sierpnia | 15 | b.d.    | San Marcos Sierra – Capilla del Monte         | 20,60 km | Miki Biasion     | 16:44            | 73,86 km/h       | Miki Biasion  |
| 3    | 7 sierpnia | 16 | b.d.    | El Rosario – Ascohinga                        | 28,41 km | Jorge Recalde    | 21:09            | 80,60 km/h       | Miki Biasion  |
| 3    | 7 sierpnia | 17 | b.d.    | Estancia el Alamo – Ascochinga la Pampa       | 18,17 km | Jorge Recalde    | 9:38             | 113,17 km/h      | Miki Biasion  |
| 3    | 7 sierpnia | 18 | b.d.    | Ascochinga – San Pellegrino                   | 28,83 km | Jorge Recalde    | 21:51            | 79,17 km/h       | Miki Biasion  |
| 3    | 7 sierpnia | 19 | b.d.    | Todos los Santos – Charbonier                 | 28,60 km | Miki Biasion     | 17:42            | 96,95 km/h       | Miki Biasion  |
| 3    | 7 sierpnia | 20 | b.d.    | Pan de Azucar – Unquillo                      | 18,14 km | Jorge Recalde    | 14:24            | 75,58 km/h       | Miki Biasion  |
|      |            |    |         |                                               |          |                  |                  |                  | Miki Biasion  |
| 4    | 8 sierpnia | 21 | b.d.    | José de la Quintana – Villa Ciudad de America | 11,23 km | Jorge Recalde    | 8:50             | 76,28 km/h       | Miki Biasion  |
| 4    | 8 sierpnia | 22 | b.d.    | Rosa Calamuchita – San Agustin                | 25,53 km | Jorge Recalde    | 17:30            | 87,53 km/h       | Miki Biasion  |
| 4    | 8 sierpnia | 23 | b.d.    | Las Bajadas – Villa del Dique                 | 19,71 km | Jorge Recalde    | 12:48            | 92,39 km/h       | Miki Biasion  |
| 4    | 8 sierpnia | 24 | b.d.    | Amboy – Yacanto de Calamuchita                | 23,84 km | Jorge Recalde    | 15:43            | 91,01 km/h       | Miki Biasion  |
| 4    | 8 sierpnia | 25 | b.d.    | b.d.                                          | b.d.     | Odcinek odwołany | Odcinek odwołany | Odcinek odwołany | Miki Biasion  |
| 4    | 8 sierpnia | 26 | b.d.    | Potrero de Garay – Rio de la Suela            | 28,03 km | Jorge Recalde    | 16:51            | 99,81 km/h       | Miki Biasion  |
| 4    | 8 sierpnia | 27 | b.d.    | Bosque Alegre – Falda del Carmen              | 13,75 km | Miki Biasion     | 9:24             | 87,77 km/h       | Miki Biasion  |

| Zwycięzcy OS-ów  | Zwycięzcy OS-ów |
| Kierowca         | Ilość           |
| ---------------- | --------------- |
| Jorge Recalde    | 14              |
| Miki Biasion     | 11              |
| Kenneth Eriksson | 1               |

## Wyniki końcowe rajdu[2]
| Msc.                   | Kierowca               | Pilot                  | Samochód                | Czas                   | Strata                 | Grupa                  | Punkty                 |
| Klasyfikacja generalna | Klasyfikacja generalna | Klasyfikacja generalna | Klasyfikacja generalna  | Klasyfikacja generalna | Klasyfikacja generalna | Klasyfikacja generalna | Klasyfikacja generalna |
| ---------------------- | ---------------------- | ---------------------- | ----------------------- | ---------------------- | ---------------------- | ---------------------- | ---------------------- |
| 1                      | Miki Biasion           | Tiziano Siviero        | Lancia Delta HF 4WD     | 7:10.27                | 0.0                    | A8                     | 20                     |
| 2.                     | Jorge Recalde          | Jorge del Buono        | Lancia Delta HF 4WD     | 7:11.28                | +1.01                  | A8                     | 15                     |
| 3.                     | Erwin Weber            | Matthias Feltz         | Volkswagen Golf GTi 16V | 7:37.11                | +26.44                 | A7                     | 12                     |
| 4.                     | Kenneth Eriksson       | Peter Diekmann         | Volkswagen Golf GTi 16V | 7:59.16                | +48.49                 | A7                     | 10                     |
| 5.                     | Gabriel Raies          | Raúl Campana           | Renault 18 GTX          | 8:02.43                | +52.16                 | A7                     | 8                      |
| 6.                     | Paulo Lemos            | Artur Cezar            | Volkswagen Gol 1.6      | 8:08.42                | +58.15                 | A6                     | 6                      |
| 7.                     | Jorge Fleck            | Silvio Klein           | Volkswagen Gol 1.6      | 8:13.12                | +1:02.45               | A6                     | 4                      |
| 8.                     | Jorge Bescham          | José García            | Fiat Regata 85          | 8:31.28                | +1:21.01               | A7                     | 3                      |
| 9.                     | Ernesto Soto           | Martin Christie        | Renault 18 GTX          | 8:35.48                | +1:25.21               | A7                     | 2                      |
| 10.                    | Alejandro Schmauk      | Felipe Horta           | Alfa Romeo 33 4x4       | 8:39.12                | +1:28.45               | A6                     | 1                      |

## Klasyfikacja po 9 rundach
Tabele przedstawiają tylko pięć pierwszych miejsc.

### Kierowcy
| Lp. | Kierowca         | Pkt |
| --- | ---------------- | --- |
| 1   | Miki Biasion     | 74  |
| 2   | Juha Kankkunen   | 72  |
| 3   | Markku Alén      | 60  |
| 4   | Kenneth Eriksson | 48  |
| 5   | Jean Ragnotti    | 39  |

### Producenci
| Lp. | Producent  | Pkt |
| --- | ---------- | --- |
| 1   | Lancia     | 134 |
| 2   | Audi       | 62  |
| 3   | Volkswagen | 62  |
| 4   | Renault    | 57  |
| 5   | Mazda      | 44  |